# Linus Sebastian
Linus Sebastian (ur. 20 sierpnia 1986) – kanadyjska osobowość internetowa, twórca i właściciel szeregu kanałów w serwisie YouTube: Linus Tech Tips(LTT), Techquickie, TechLinked, ShortCircuit, Mac Address, Channel Super Fun, LMG Clips.
Wraz ze swoim zespołem tworzy filmy poświęcone elektronice i technice komputerowej.
W lipcu 2020 Linus Tech Tips był najczęściej oglądanym kanałem o tematyce technicznej w serwisie YouTube.